# Aleksej Dudukalo

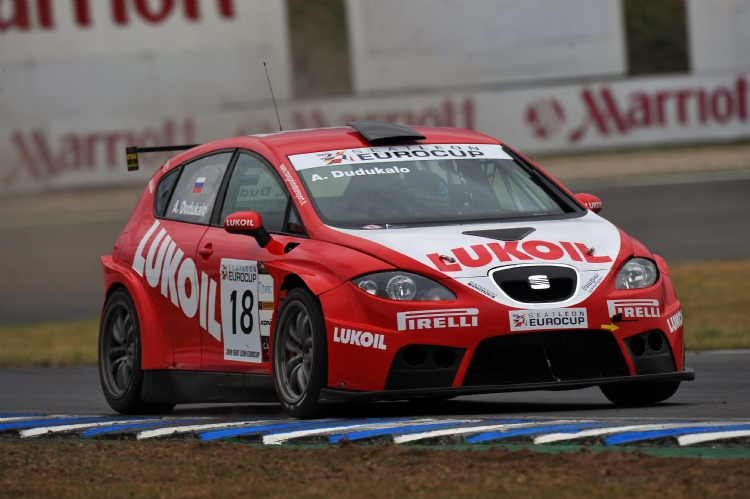
Aleksej Dudukalo i SEAT León Eurocup 2009.

Aleksej Dudukalo (ryska: Алексей Дудукало), född 6 oktober 1976 i Moskva, är en rysk racerförare.

## Racingkarriär
Dudukalo startade sin karriär i autocross 1995, innan han bytte till formelbilsracing år 1999. Han hade inga större framgångar i det, förutom en tredjeplats i Formula 1600 Russia 2004. Han lämnade därefter formelbilsracingen och bytte till standardvagnsracing och Russian Touring Car Championship 2006. Under sin första säsong tog han en seger och slutade nia totalt. Han tävlade sedan i detta mästerskap fram till och med 2009, efter att ha vunnit Touring Light-klassen både 2008 och 2009.
Under 2009 tävlade Dudukalo även i SEAT León Eurocup för Rangoni Motorsport. Han tog en femteplats på Motorsport Arena Oschersleben som bäst, men nådde inte längre än till en artonde i tabellen. Till 2010 bytte han team, till SUNRED Engineering, och efter två pallplatser, varav en seger, tog han en sjundeplats totalt.
Dudukalo avancerade ytterligare ett snäpp upp i klasserna till 2011, och blev nu teamkamrat med 2009 års världsmästare, Gabriele Tarquini, i World Touring Car Championship. Han nådde aldrig något bättre än två niondeplatser under säsongen och slutade totalt på 21:a plats. I privatförarcupen slutade han på elfte plats, medan han blev tvåa i Jay-Ten Trophy, klassen för bilar som körde efter 2010 års reglemente. Anledningen till denna andraplats var att han var den av SEAT-förarna som sist bytte över till 1,6-liters turbomotorer, och det var bara italienaren Fabio Fabiani i BMW som körde mer än Dudukalo.
| År                                               | Klass/Mästerskap                                          | Team                      | Bil                                   | Totalt/poäng   | Bästa placering              |
| ------------------------------------------------ | --------------------------------------------------------- | ------------------------- | ------------------------------------- | -------------- | ---------------------------- |
| 1999                                             | Formula 1600 Russia                                       | ?                         | ?                                     | ?              | ?                            |
| 2000                                             | Formula 1600 Russia                                       | ?                         | Estonia 25                            | 6:a/37p        | ?                            |
| 2000                                             | Formula 3 Russia                                          | ?                         | Dallara                               | 12:a/?p        | ?                            |
| 2000                                             | Formula Renault 2000 Italia                               | Sport Autoclub Racing     | ?                                     | -/0p           | ?                            |
| 2002                                             | Formula RUS                                               | ?                         | AKKC FR 02/2 (Alfa Romeo)             | 16:e/29p       | ?                            |
| 2004                                             | Formula 1600 Russia                                       | ?                         | ?                                     | 3:a/83p        | ?                            |
| 2006                                             | Russian Touring Car Championship                          | Sport Garage              | Audi A4                               | 9:a/78p        | 1:a på ?                     |
| 2006                                             | European Touring Car Cup                                  | Sport-Garage              | Audi A4                               | -/0p           | 13:e på Estoril (Race 2)     |
| 2007                                             | Russian Touring Car Championship - Touring Light          | ?                         | ?                                     | ?              | ?                            |
| 2008                                             | Russian Touring Car Championship - Touring Light          | ?                         | ?                                     | 1:a/?p         | ?                            |
| 2009                                             | Russian Touring Car Championship - Touring Light          | ?                         | ?                                     | 1:a/?p         | ?                            |
| 2009                                             | SEAT León Eurocup                                         | Rangoni Motorsport        | SEAT León                             | 18:e/4p        | ?                            |
| 2009                                             | SEAT León Supercopa Spain                                 | Rangoni Motorsport        | SEAT León                             | -/0p           | 5:a på Oschersleben (Race 2) |
| 2009                                             | Racing Championship of Siberia and Far East               | Lukoil Racing Team        | ?                                     | 13:e/54p       | ?                            |
| 2010                                             | SEAT León Eurocup                                         | Lukoil Racing Team SUNRED | SEAT León Supercopa                   | 6:a/28p        | 1:a i Brno (Race 2)          |
| 2011                                             | World Touring Car Championship                            | Lukoil-SUNRED             | SEAT León 2.0 TDi SUNRED SR León 1.6T | 21:a/4p        | Två niondeplatser            |
| 2011                                             | World Touring Car Championship - Yokohama Trophy          | Lukoil-SUNRED             | SEAT León 2.0 TDi SUNRED SR León 1.6T | 11:a/31p       | Två fjärdeplatser            |
| 2011                                             | World Touring Car Championship - Jay-Ten Trophy           | Lukoil-SUNRED             | SEAT León 2.0 TDi                     | 2:a/75p        | Fem segrar                   |
| 2012                                             | World Touring Car Championship                            | Lukoil Racing Team        | SEAT León WTCC                        | säsongen pågår | säsongen pågår               |
| 2012                                             | World Touring Car Championship - Yokohama Drivers' Trophy | Lukoil Racing Team        | SEAT León WTCC                        | säsongen pågår | säsongen pågår               |
| Senast uppdaterad: 2012-04-09 (4662 dagar sedan) |                                                           |                           |                                       |                |                              |